# IONIS Education Group
IONIS Education Group är en grupp för  högre utbildning. Gruppen bildades 1994 och har mer än 35 000 studenter och 100 000 alumner som studerar inom affärer, IT, flyg, energi, transport, biologi, förvaltning, ekonomi, marknadsföring, kommunikation och design (2023). Tjugotvå skolor är medlemmar i gruppen.

## Medlemmar

### IONIS Institute of Business
- Institut supérieur de gestion
- ISG Luxury Management
- ISG RH
- ISG Sport Business Management
- ISEG marketing and communication school
- ICS begué
- ISEFAC
- MOD'SPE Paris
- XP, the international esport & gaming school

### IONIS Institute of Technology
- Concours Advance
- École pour l'informatique et les techniques avancées
- École spéciale de mécanique et électricité
- École pour l'informatique et les nouvelles technologies
- IA Institut
- Institut polytechnique des sciences avancées
- Sup'Biotech
- E-Artsup
- Epitech Digital
- Epitech Executive
- IONIS School of Technology and Management
- Coding Academy
- Supinfo
- SecureSphere by EPITA
- Web@cademy

### IONIS Education Solutions
- École des technologies numériques appliquées
- Fondation IONIS
- IONIS 361
- IONISx
- PHG Academy